# 砕石

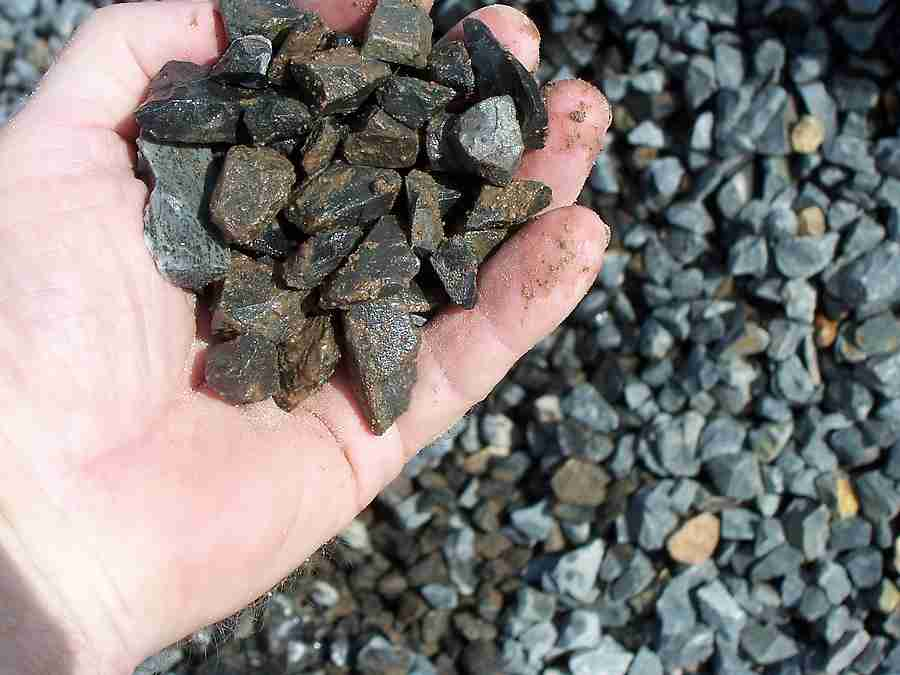
砕石

砕石（さいせき、英語: Crushed stone、独: Bruchstein）とは、天然の岩石をクラッシャー（破砕機）等で破砕した基礎資材。

## 骨材と砕石
モルタルやコンクリートの骨格に用いられる材料を骨材といい、砕砂や砕石は岩石を人工的に粉砕したものである。岩石を破砕した砕砂や砕石は形状が丸みを帯びておらず天然骨材の砂や砂利とは異なる。
粒径による骨材の分類では、10mmふるいを全部通過し、5mmふるいを重量で85%以上通過する骨材を細骨材といい、砂や砕砂が細骨材にあたる。また、5mmふるいを重量で85%以上とどまる骨材を粗骨材といい、砂利や砕石が粗骨材にあたる。

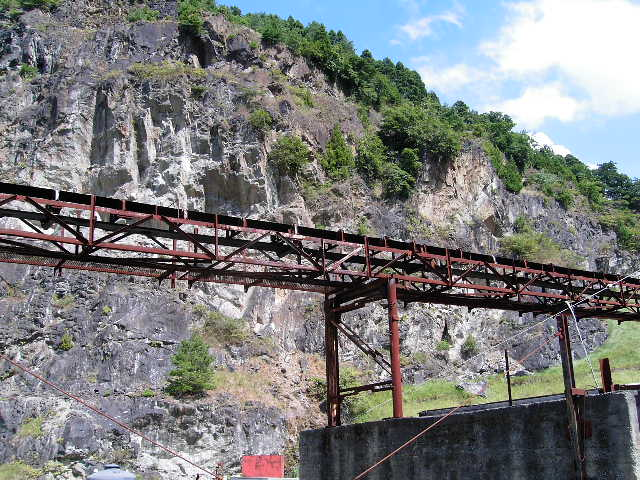
京丹波町の採石場
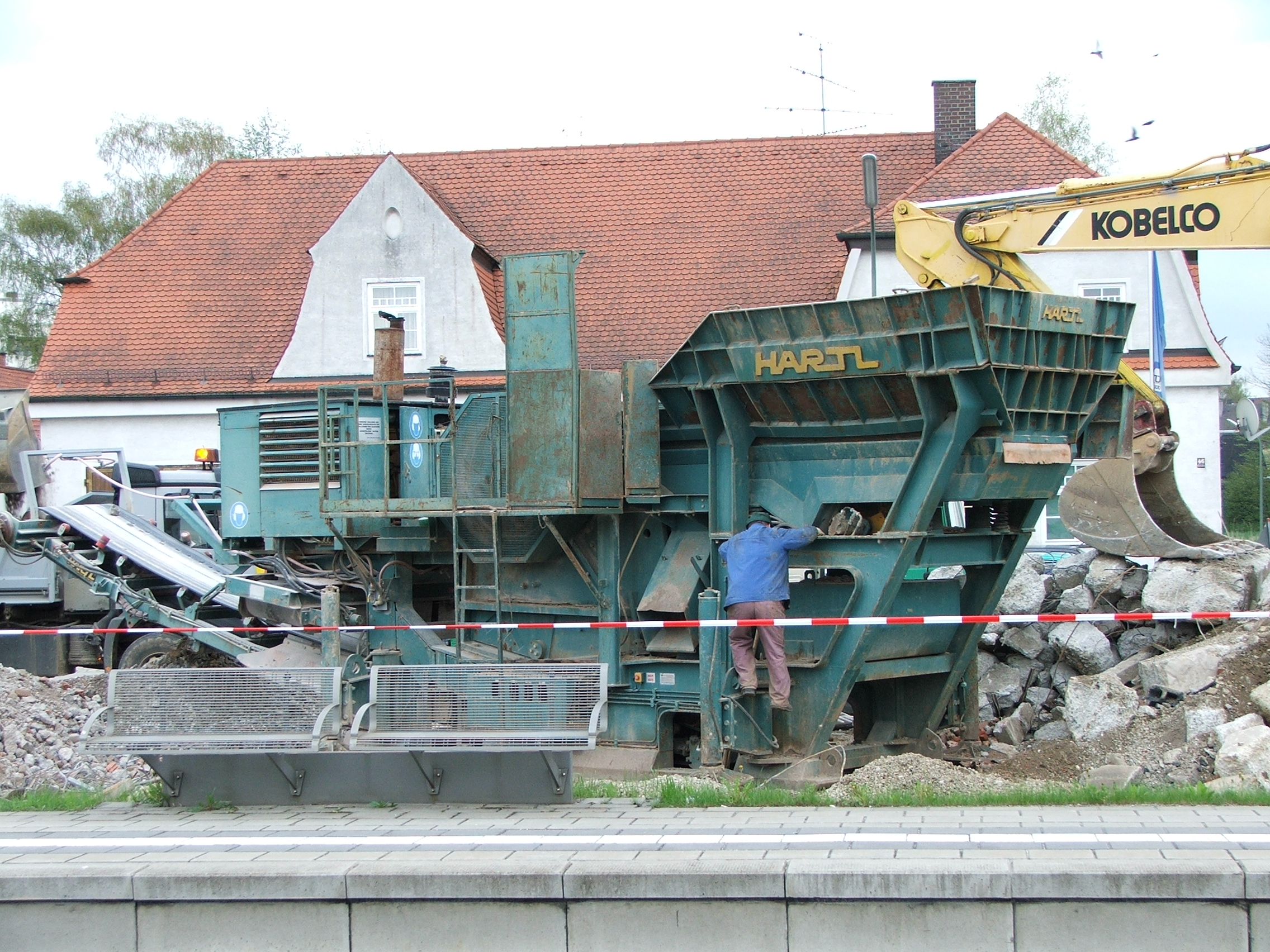
モバイルクラッシャー
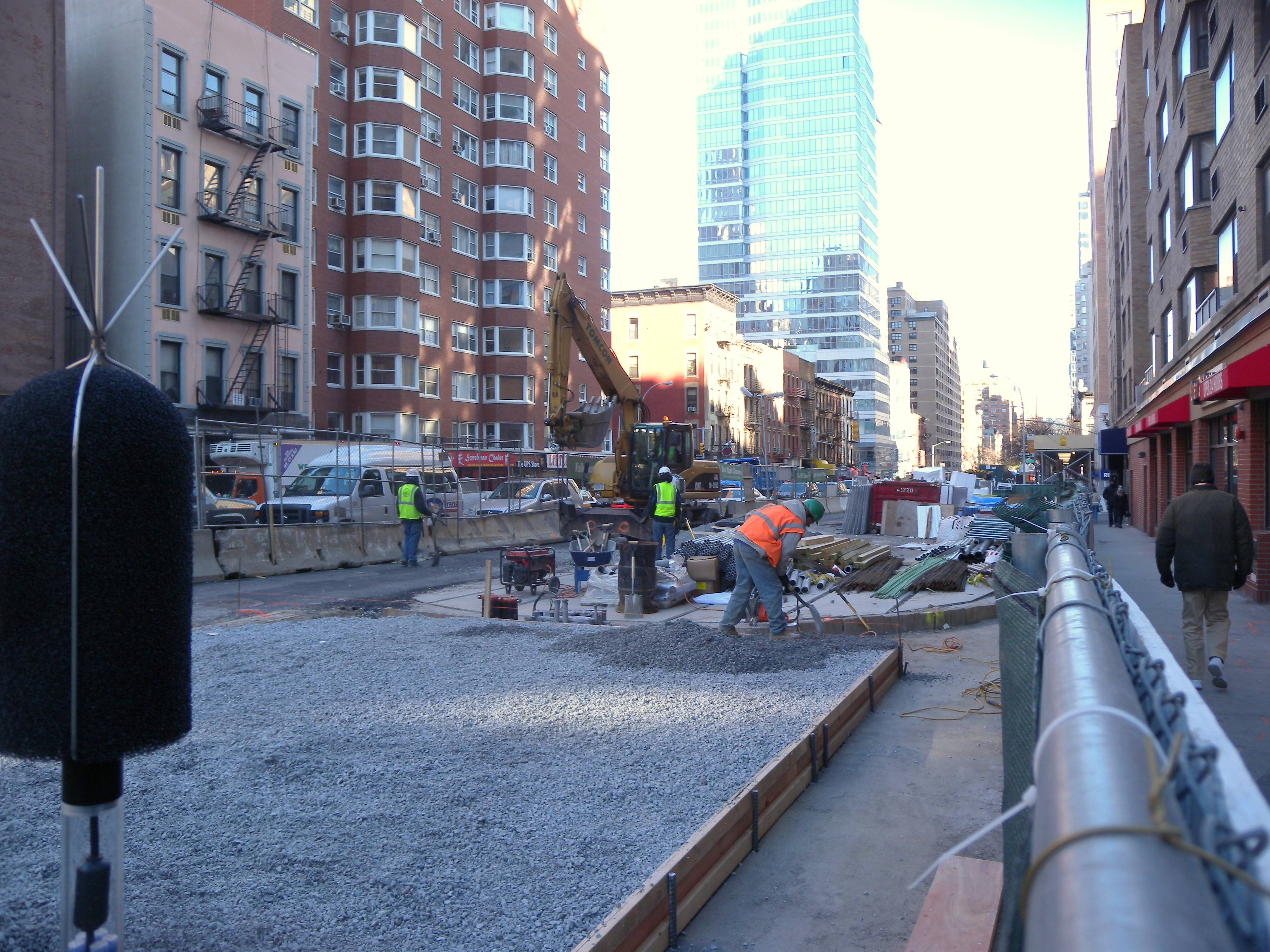
道路の土台として敷かれた砕石